# Antichamber
Antichamber (ursprungligen Hazard: The Journey of Life) är ett pusselspel/plattformsspel utvecklat av Alexander Bruce, släppt den 31 januari 2013 på Steam till Microsoft Windows. 

## Gameplay
I Antichamber kontrollerar spelaren en okänd protagonist från ett förstapersonsperspektiv. För att kunna ta sig vidare i spelet måste man klara sig förbi olika synvillor och fenomen samt lösa diverse pussel. Till sin hjälp har spelaren kortare meddelanden och råd som finns här och var längs med vägen. 